# Nombre de Bulygin
Le nombre de Bulygin {\displaystyle (Bu)} est un nombre sans dimension utilisé en transfert thermique pour caractériser le séchage d'un corps mouillé. Il représente le rapport de l'énergie utilisée pour évaporer le liquide et de l'énergie utilisée pour chauffer le corps mouillé,.
On le définit de la manière suivante :
{\displaystyle Bu={\frac {{\Delta }_{\text{évap}}H\;c_{b}\;\Delta P}{c_{p,s}\;(T-T_{0})}}}
avec :
- ΔévapH - enthalpie d'évaporation
- cb - capacité spécifique d'évaporation (masse de vapeur par unité de masse de gaz sec par unité de changement de pression)
- ΔP - Changement de pression
- cp,s - chaleur spécifique du corps mouillé
- T,T0 - température finale et initiale